# Juan Francisco de la Cerda
Juan Francisco de la Cerda Enríquez de Ribera, VIII duca di Medinaceli (Medinaceli, 4 novembre 1637 – Madrid, 20 febbraio 1691), è stato un nobile e politico spagnolo.
Fu, inoltre, VII Marchese di Cogolludo, IV Marchese of Alcalá de la Alameda, VI duca Alcalá de los Gazules, IX conte di Los Molares, IX Marchese di Tarifa, VIII conte di El Puerto de Santa María e valido di Carlo II di Spagna dal 1679 al 1685.

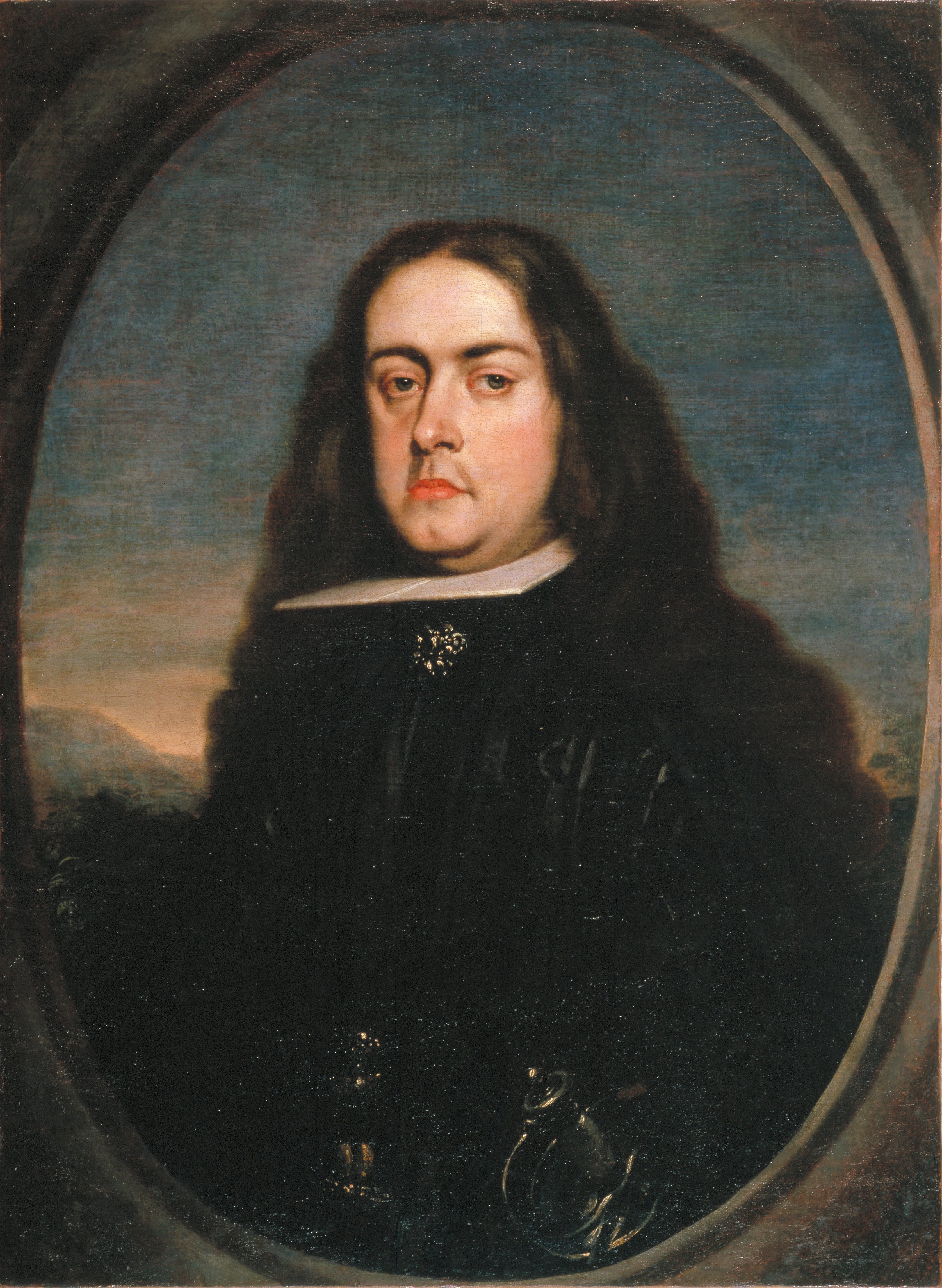
Ritratto di Juan Francisco de la Cerda Enríquez de Ribera, VIII duca di Medinaceli di Claudio Coello (Museu Nacional d'Art de Catalunya).

Stemma Medinaceli

## Biografia
Figlio di Antonio de la Cerda, VII duca di Medinaceli e di Ana María Luisa Enríquez de Ribera Portocarrero y Cárdenas, V duchessa di Alcalá de los Gazules; in giovane età sposò Catalina de Aragón, che gli permise di aggiungere ai propri i titoli di duca di Segorbe, Cardona e Lerma.
Quando, il 6 novembre del 1675, Carlo II raggiunse la maggiore età, Juan Francisco de la Cerda non sostenne apertamente né la fazione del fratellastro del monarca, Don Giovanni d'Austria, né quella della regina madre, Maria Anna d'Asburgo, e del suo favorito Fernando de Valenzuela, marchese di Villasierra.
Dopo due anni di lotte di palazzo, a seguito delle pesanti sconfitte nella Guerra d'Olanda, contro Luigi XIV di Francia, Don Giovanni D'Austria, con un colpo di Stato, esiliò la regina a Toledo ed inviò il suo favorito, Valenzuela, nelle Filippine.
Don Giovanni d'Austria morì a Madrid, non senza sospetti di veleno, dopo pochi mesi di governo, il 17 settembre del 1679 ed al suo posto il re nominò Juan Francisco de la Cerda valido ovvero primo ministro, Sumillier de corps e Caballerizo major.
Durante il suo governo, il duca di Medinaceli tentò di restaurare la sempre più declinante economia lasciando un bilancio di luci ed ombre.
Infatti, se la costituzione Junta de Comercio y Moneda fu certamente opera duratura così come la sua politica di riduzione delle spese del regno, la svalutazione della moneta senza attuare una riforma generale del conio condusse ad un forte aumento dell'inflazione e alla quasi bancarotta dello stato.
Si dimise nel 1684 poco dopo la stipula del Trattato di Ratisbona con cui la Spagna non solo fu costretta a legittimare le annessioni Francesi attuate negli anni precedenti mediante le Camere di riunione ma fu obbligata anche a non usufruire più degli arsenali di Genova allo scopo di equipaggiare la propria flotta militare.
Ritiratosi a vita privata nei suoi domini, morì a Madrid il 20 febbraio del 1691 lasciando l'intero suo patrimonio al figlio Luis Francisco de la Cerda y Aragón, diplomatico ed in seguito Viceré di Napoli.

## Discendenza
Sua figlia Lorenza Clara Maria Andrea de la Cerda d'Aragon y Cardona (10 agosto 1666 - 10 agosto 1697) sposò nel 1681 Filippo II Colonna, principe e duca di Paliano.